# 墨西哥草原犬鼠
墨西哥草原犬鼠，俗稱墨西哥土撥鼠，是原住於墨西哥的一種草原犬鼠。牠們是日間活動的。由於牠們被一些人視為害獸，其數量下降至瀕危水平。

## 棲息地及食性
墨西哥草原犬鼠棲息在海拔1600-2200米的平原上。牠們分佈在墨西哥的聖路易斯波托西州北部及科阿韋拉州。牠們主要吃草，並透過食物來吸收水份。牠們有時也會吃昆蟲。牠們的天敵有郊狼、短尾貓、鷹、獾及鼬。

## 生命週期及行為
墨西哥草原犬鼠是會冬眠的，其繁殖季節也較短，一般只在1月至4月。妊娠期為1個月，雌鼠每年只會產一胎，一胎平均有四子。幼鼠出生時眼睛閉合，會先以尾巴作為輔助，直至出生後40日才能看見。於5月至6月會斷奶，到了1歲就會離開巢穴。冬天前幼鼠就會離開母鼠。
幼鼠之間會互咬、嘶叫及扭住來玩耍。牠們1歲後就達至性成熟，壽命約3-5年。成年重約1公斤及長14-17吋，雄性較雌性大隻。牠們呈黃色，耳朵較深色，腹部較淺色。
墨西哥草原犬鼠的語言最為複雜，能奔跑達每小時55公里。所以當受到威脅時，牠們會大叫作為警報，並且高速逃走。

## 社會結構
墨西哥草原犬鼠的巢穴是挖掘出來的。巢穴的入口像漏斗，通道長達100呎，兩側有空間儲存食物及休息。
巢穴可以多達幾百隻墨西哥草原犬鼠，但一般少於50隻，群族有一隻雄性的領袖。牠們有時會與斑點黃鼠及穴鴞分享他们的洞穴。

## 保育狀況
於1956年，墨西哥草原犬鼠曾在科阿韋拉州、新萊昂州及聖路易斯波托西州出沒。到了1980年代，牠們從新萊昂州消失，其分佈地少於800平方米。由於牠們被認為是害獸，故經常被毒殺，到了1994年到達瀕危的狀況。

## 外部連結
- ARKive
- Animal Info （页面存档备份，存于）
- DesertUSA （页面存档备份，存于）
- 墨西哥草原犬鼠的映片（英文）
- Pronatura Noreste[永久]